# Malo-les-Bains
Malo-les-Bains (Malo-aan Zee, em holandês) é um antigo município do departamento do Norte, um subúrbio do leste Dunkerque.
Foi desmembrada da comuna de Rosendaël em 1891 e se fundiu com Dunkerque, em 1970, e é hoje um dos seus bairros.

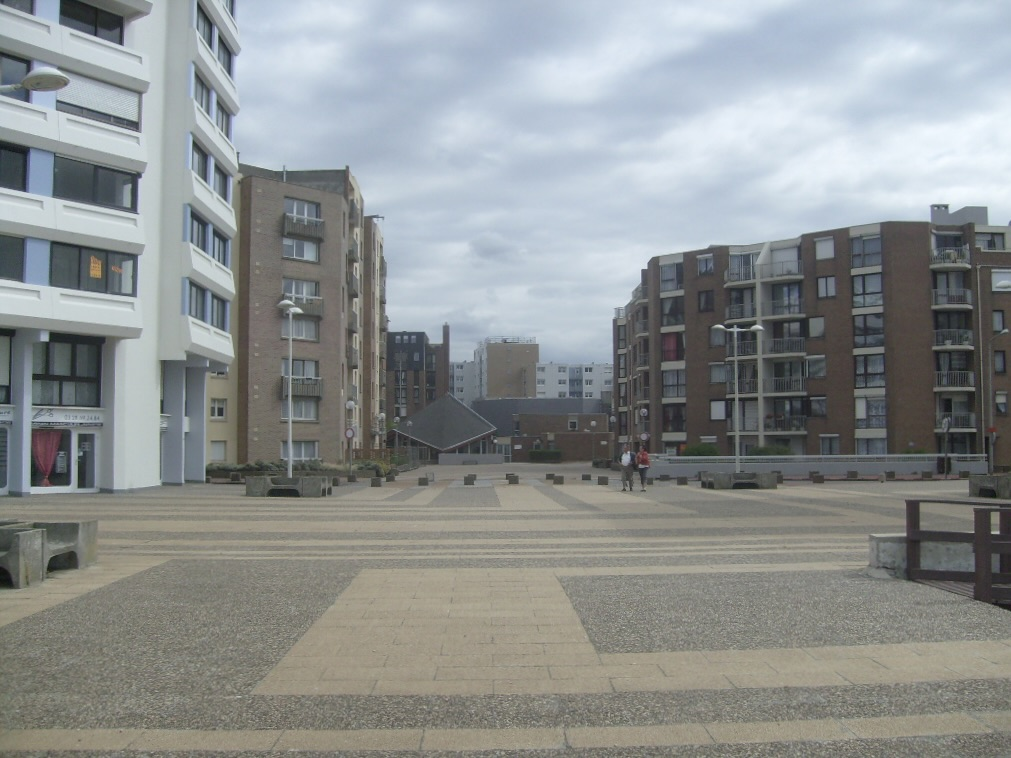
Le Méridien
- Praia de Malo-les-Bains
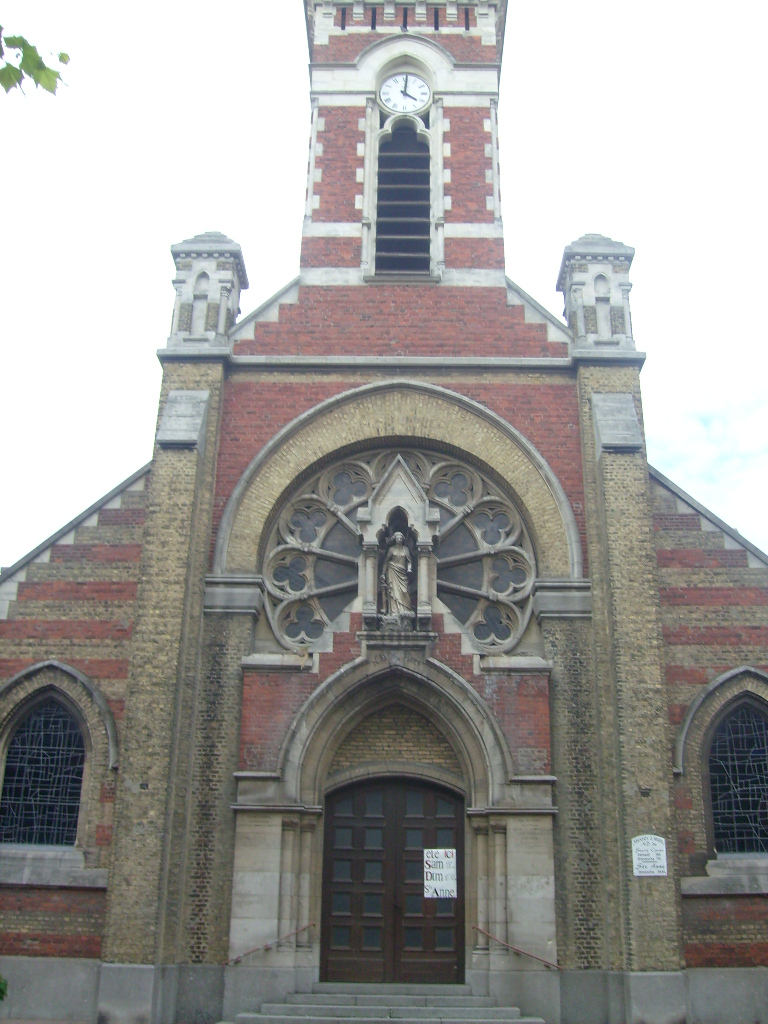
Notre-Dame du Sacré-Coeur
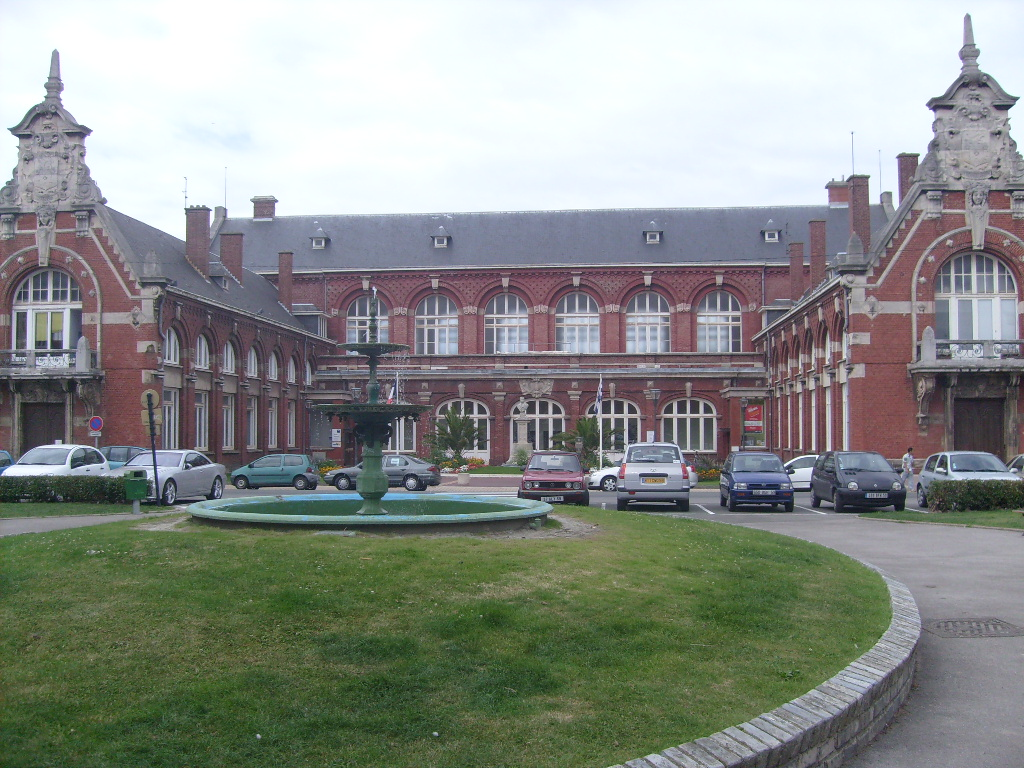
Prefeitura